# Georges Hahn
Georges Hahn, né le 12 mai 1913 et mort le 18 avril 1994, est un psychologue et un éditeur autrichien.

## Biographie
Pour lui, « toutes les épreuves douloureuses de non-communication, de non-relation, d’inappartenance, paraissent cependant présenter quelques rapports avec une même expérience vécue : la singularité, pour une grande part inexprimable et irréductible du sujet humain. (...) Un pléonasme méridional, d’une remarquable puissance d’expression, nous parle de « cet étranger qui n’est pas d’ici », sans avoir à préciser davantage d’où il vient, ni même s’il jouit d’une quelconque appartenance. Or c’est en ce sens que tout homme est singulier ou risque de le devenir. »
Il était viennois  d’origine juive comme S. Freud. Militant antifasciste évadé de prison, il fut obligé de s’exiler sans pouvoir dire adieu à sa mère immolée par les nazis.
Il a été l’assistant de Köhler, un des créateurs de la psychologie de la forme. Il fut proche de Kurt Lewin, d'Alfred Adler l'inventeur du « complexe d'infériorité » mais fut plus éloigné d'autres compatriotes :  Wilhelm Reich, qu'il critiquait sévèrement, Moreno dont il ne disait rien. Il critiquait la graphologie et il avait du mal à admettre qu'un philosophe aussi profond que Ludwig Klages ait pu y consacrer plusieurs ouvrages.
Il parlait d’Anna Freud avec beaucoup d'amitié et conserva longtemps avec elle des relations suivies sur le plan universitaire et pédagogique.
Il eut, à côté de son rôle de professeur, à l'Institut catholique de Toulouse, la responsabilité de direction aux éditions Privat et aux éditions du Centurion. Ayant pris sa retraite en 1980, il fonda les éditions Érès.
Il a été l'un des pionniers de l’édition des sciences humaines à partir de 1947.
Il prit une part éminente à l'organisation des Semaines sociales de France, fonda les Entretiens de Bayonne, l'Université d'été d'Ustaritz, les Rencontres de Biarritz, etc.
Il noua beaucoup de contacts avec Marc Oraison et publia avec lui des entretiens.

## Publications
- Marxisme et intériorité (Borne et Hahn) in Intériorité et vie spirituelle (Étienne Borne ; Jean Mouroux ; Pierre Colin ; Georges Hahn ; André Brien ; Maurice Blin ; Aimé Forest ; André Marc ; Roger Vernaux ; P. Guillery ; Roger Bodart ; Pierre Mesnard ; Louis Millet) Librairie du Cardinal (Villenave d'Ornon, FR, France), 1 vol., coll. Recherches et débats, Arthème Fayard, Paris, 1954.
- Le Séminaire de l’U. C. I. S. S. à Rapallo. In: Service Social Dans le Monde 18 (3 (octobre 1959)), p. 167–169.
- Sozialer Dienst als menschliche Begegnung. In: Cäcilia Böhle (Ed.): Sozialer Dienst als menschliche Begegnung. Freiburg im Breisgau: Lambertus 1963, p. 9–24.
- Claude Cezan, La Mode : Phénomène humain, entretiens avec Annie Baumel, Marc Bohan, Primerose Bordier, André Bourin, Pierre Cardin, Carven, Georges Charensol, etc., introduction de Georges Hahn, coll. "Époque", éditions Privat, Toulouse, , 152 p., nb. photos hors-texte, ex. de presse, 1967.
- Le Temps et la mort dans la philosophie espagnole contemporaine, coll. Nouvelle recherche, ed. Presses universitaires de France / Privat, Paris / Toulouse, 1968, 238 p.
- La formation des travailleurs sociaux. nouvelles perspectives pédagogiques (sous la direction de Georges  Hahn), 1969
- Georges Hahn interroge Marc Oraison : la vie vécue, édité par le Centurion, 1977
- Robert Allan Harper, Les Nouvelles psychothérapies, coll. Regard, éditions Privat, Toulouse, 286 p. in-8, br., Traduction de l'américain par Lucette Piché, Révision scientifique du Dr Jacques Chasaud, préface de Georges Hahn, 1978
- Quel travail social pour notre temps ? (Semaines sociales de France 1983)
- La justice dans la vie des hommes d'aujourd'hui (Semaines sociales de France 1986)
- Hommage à Georges Hahn et Pierre Fontan, in Chronique / Institut catholique de Toulouse, no 2), Faculté de philosophie, 1996, III, 86 p.
- Jean-Baptiste Fages, Histoire de la psychanalyse après Freud, nouvelle édition, préface de Georges Hahn, éditions Odile Jacob , 1996, 364 p.  (ISBN 2-7381-0390-1)
- Les chemins de la psychiatrie de Yves Pélicier, Georges Hahn, Érès 2002
- Précis de psychologie de l'enfant : de la naissance à l'adolescence : les grandes phases du développement, de Jacques Chazaud, Georges Hahn (préface), Érès, 2005.